# 名鉄DC60形ディーゼル機関車
名鉄DC60形ディーゼル機関車（めいてつDC60がたディーゼルきかんしゃ）は、かつて名古屋鉄道、名古屋臨海鉄道で運用されたディーゼル機関車である。1両（61）のみ存在した。
名古屋鉄道で唯一のC型のディーゼル機関車であった。

## 概要
1962年（昭和32年）、加藤製作所が製造した小型のディーゼル機関車であり、動力伝達方式はロッドで動輪配置はC型。車両の所有は日本通運であるが、車籍は名古屋鉄道であった。
名古屋鉄道では主に愛知県営側線で運用された。1965年（昭和40年）に愛知県営側線が名古屋臨海鉄道となると、車籍は名古屋鉄道から名古屋臨海鉄道に移り、主に汐見町線汐見町駅で主に入換業務を担当した。1994年（平成6年）10月に廃車された。